# Prince Amartey
Prince Amartey, född 25 juni 1944 i Ho i Volta-regionen, Ghana, död 23 september 2022 på samma plats, var en ghanansk boxare som tog OS-brons i mellanviktsboxning 1972 i München.